# Гродненский комбинат строительных материалов
Гродненский комбинат строительных материалов (Гродненский КСМ; бел. Гродзенскi камбiнат будаўнiчых матэрыялаў) — белорусское предприятие промышленности стройматериалов, расположенное в Гродно. С 2013 года — филиал ОАО «Красносельскстройматериалы».

## История
Комбинат был основан в 1950 году путём объединения кирпичного завода №20, изразцового-плиточного завода №19 и известкового завода №5. Комбинат подчинялся Министерству промышленности строительных материалов БССР. В 1965 году на комбинате была введена в эксплуатацию технологическая линия по производству силикатного кирпича, в 1968 году началось производство изделий из силикатобетона, в 1979 году была запущено опытно-промышленная линия по производству изделий из плотного силикатобетона. В 1977 году комбинат переименован в честь «60-летия Великого Октября». В 1991 году комбинат был преобразован в арендное предприятие, в 1995 году — в открытое акционерное общество, с 1994 года — в подчинении Министерства архитектуры и строительства Республики Беларусь.

## Современное состояние
В 2013 году комбинат был присоединён к производителю цемента «Красносельскстройматериалы». 30 августа 2013 года ОАО «Гродненский КСМ» было ликвидировано, одновременно было создано новое юридическое лицо — филиал №5 «Гродненский комбинат строительных материалов» ОАО «Красносельскстройматериалы». В связи с тем, что предприятие преобразовано в филиал, его финансовая отчётность перестала публиковаться. По состоянию на 2013 год на предприятии работало 1086 человек, чистый убыток во 2-м квартале 2013 года составил 16350 млн неденоминированных рублей.
Комбинат производит стеновые блоки из ячеистого бетона, перемычки брусковые из ячеистого бетона, силикатный кирпич.
Большую часть сырья комбинат добывал в непосредственной близости от основной производственной площадки. После исчерпания ресурсов мела два карьера были заброшены и заполнились грунтовой водой, которая благодаря особенностям химического состава почвы имела яркие цвета. Среди горожан эти карьеры стали известны как «Синька» и «Зелёнка» (по цвету воды). В настоящее время ведётся рекультивация «Зелёнки» путём сброса строительного мусора.